# 維塔立合金
維塔立合金（Vitallium）是一種含鈷合金的商標，其中包括65%的鈷、30%的鉻、5%的鉬及其他物質。是Austenal實驗室的Albert W. Merrick在1932年發明的。
維塔立合金的抗腐蝕性良好，常用在牙醫學及人工關節。因為其熱阻大，也用在渦輪增壓器的零件中。

## 外部連結
- []Articles on Vitallium from DentalArticles.com
- NASA article mentioning Vitallium in turbochargers （页面存档备份，存于）